# Saint-Germain-du-Plain
Saint-Germain-du-Plain este o comună în departamentul Saône-et-Loire, Franța. În 2009 avea o populație de 2.167 de locuitori.

## Evoluția populației
| An        | 1975  | 1982  | 1990  | 1999  | 2006  | 2009  |
| --------- | ----- | ----- | ----- | ----- | ----- | ----- |
| Populație | 1.368 | 1.598 | 1.698 | 1.804 | 2.036 | 2.167 |